# Adidas International 2002
L'Adidas International 2002  è stato un torneo di tennis giocato sul cemento.
È stata la 110ª edizione del Torneo di Sydney, che fa parte della categoria International Series nell'ambito dell'ATP Tour 2002 e della categoria Tier II nell'ambito del WTA Tour 2002.
Si è giocato a Sydney in Australia, dal 7 al 12 gennaio 2002.

## Campioni

### Singolare maschile
Roger Federer ha battuto in finale  Juan Ignacio Chela, 6–3, 6–3.

### Doppio maschile
Donald Johnson /  Jared Palmer hanno battuto in finale  Joshua Eagle /  Sandon Stolle con il punteggio di 6–4, 6–4.

### Singolare femminile
Martina Hingis ha battuto in finale  Meghann Shaughnessy, 6–2, 6–3.

### Doppio femminile
Lisa Raymond /  Rennae Stubbs hanno battuto in finale  Martina Hingis /  Anna Kurnikova per Walkover